# Tetsuya Nomura
Tetsuya Nomura (野村 哲也, Nomura Tetsuya, 8 de outubro de 1970) é um designer e diretor de jogos eletrônicos do Japão, a serviço da Square Enix (antiga Square). Ele desenha personagens para a série Final Fantasy, começando por Final Fantasy V e continuando com as várias partes que viriam a seguir. Além disso, Nomura lidera o desenvolvimento da série Kingdom Hearts desde 2002 e também foi o diretor do filme Final Fantasy VII: Advent Children. Ele recebeu o prêmio por "Excelência em Artes Visuais" pela International Game Developers Association pelo seu trabalho no primeiro jogo da série Kingdom Hearts, juntamente a Shinji Hashimoto. Nomura foi colocado na 84ª posição na lista da IGN dos "100 Maiores Criadores de Videogames de Todos os Tempos".

## Primeiros anos
Nomura nasceu na Província de Kōchi em 8 de outubro de 1970. Depois de se mudar para Tóquio aos 18 anos, ele aspirava criar trabalhos artísticos para revistas e publicidade, mas não tinha certeza de como alcançar esse objetivo. Logo, ele se matriculou no ensino vocacional e se formou dois anos depois.

## Carreira

### Anos de 1990
No início dos anos de 1990, Nomura foi contratado pela Square e trabalhou lá inicialmente como depurador para o jogo Final Fantasy IV. Depois, ele trabalhou no desenho dos monstros para Final Fantasy V e depois passou a ser o diretor gráfico para Final Fantasy VI. Para este último jogo, Nomura criou os personagens Shadow e Setzer e suas histórias. Depois de vários projetos menores, foi solicitado que ele fosse o principal designer de personagem em Final Fantasy VII, substituindo Yoshitaka Amano. Nomura desenhou os personagens do jogo de forma estilizada e super-deformada e deu a ideia para os ataques "Limit Break". Ele também participou na criação e de pontos cruciais da história. Em 1998, Nomura trabalhou em Parasite Eve e em Brave Fencer Musashi. Ele, então, desenhou os personagens e monstros em Final Fantasy VIII no que ele descreveu como seu "estilo real de desenho", trabalhando ao lado do diretor de arte Yusuke Naora para entender a aproximação mais realista dos gráficos do jogo. Adicionalmente, ele escreveu a história dos personagens e trabalhou como diretor visual encarregado de projetar as sequências de combate. Depois, Nomura trabalhou em vários projetos diferentes para a Square, tais como Ehrgeiz, um jogo de luta lançado em 1998 que também usava personagens de Final Fantasy VII, onde ele trabalhou como designer de personagem.

### Anos de 2000
Nomura foi o designer de personagem do beat-'em-up de 2000 The Bouncer antes de retornar à série Final Fantasy na mesma posição com o lançamento de Final Fantasy X em 2001. Ele trabalhou com a equipe de forma que as roupas dos personagens fossem idênticas nos vídeos e nas cenas geradas pelo motor do jogo, ao contrário do que aconteceu em Final Fantasy VIII. Em fevereiro de 2000, ele começou a trabalhar como o diretor de Kingdom Hearts com uma equipe de produção consistindo em mais de cem membros da Square e da Disney Interactive juntas. Nomura soube do jogo ao ouvir uma discussão entre Shinji Hashimoto e Hironobu Sakaguchi sobre o uso do personagem Mickey Mouse em um jogo. Ele se inspirou a trabalhar em Kingdom Hearts graças ao jogo de plataforma Super Mario 64 da Nintendo. Após conversar com a equipe da Disney, Nomura os convenceu a usar personagens originais enquanto ele trabalhava como designer de personagem. O protagonista do jogo, Sora, passou a ser seu personagem favorito no qual ele trabalhou. Após Kingdom Hearts, Nomura trabalhou novamente na série Final Fantasy com Final Fantasy XI e Final Fantasy X-2.
Para a metassérie Compilation of Final Fantasy VII, apresentando novos títulos baseados em Final Fantasy VII, Nomura novamente trabalhou como designer de personagem. Uma sequência para Kingdom Hearts começou a ser trabalhada por volta da época em que Kingdom Hearts Final Mix, uma versão internacional adicionando mais pendências à história da série, foi concluído. Nomura continuou a trabalhar na série com Kingdom Hearts: Chain of Memories para Game Boy Advance em 2004. Ele havia planejado a trabalhar diretamente na sequência para PlayStation 2, Kingdom Hearts II. Porém, o desejo dos fãs de jogar o título original em um console portátil resultou na criação de Chain of Memories, que funcionaria como uma ligação entre o primeiro e segundo jogos. Depois disso, Nomura foi o diretor e letrista do filme animado em CGI Final Fantasy VII: Advent Children, lançado no Japão em 2005. Esta marcou sua estreia trabalhando com filmes. Para o filme, Nomura retrabalhou o design dos personagens. Nomura juntou-se à equipe do filme após o produtor Yoshinori Kitase chamá-lo, e ele acabou se tornando o diretor por causa de sua conexão emocional com o personagem Cloud Strife. Ele dividiu os deveres de direção com Takeshi Nozue.
Kingdom Hearts II foi lançado em 2005, resolvendo os elementos pendentes no final secreto do primeiro jogo. Como resultado de ter sido colocado um ano depois dos títulos anteriores, Nomura teve cuidado para tornar a história acessível a recém-chegados. Depois de a Square Enix ter terminado o desenvolvimento da versão atualizada Kingdom Hearts II Final Mix+, Nomura recebeu uma proposta da Disney para fazer uma sequência. "Temos várias ideias, mas não estamos em condição de dizer qualquer coisa a respeito." Com vontade de parar de usar o personagem Sora por um tempo, Nomura quis em vez disso continuar a série com jogos que explicam diferentes subdivisões na história. Isto resultou na criação de Kingdom Hearts 358/2 Days para Nintendo DS em 2008, explorando eventos que resultaram na história de Kingdom Hearts II. Em meados de 2007, Nomura mencionou um desejo de criar um jogo spin-off da série Kingdom Hearts em uma plataforma móvel e queria que ele fosse jogado de forma diferente dos demais títulos. O resultado foi Kingdom Hearts coded, um jogo que se passa depois dos eventos de Kingdom Hearts II e que foi posteriormente refeito para o Nintendo DS em 2010.
Entre um jogo e outro, Nomura foi também o responsável pelos designs de personagem e pela orquestração de The World Ends with You para Nintendo DS. Em 2009, ele foi também o designer de personagem em Final Fantasy XIII. As capacidades gráficas do PlayStation 3 e do Xbox 360 comparados aos consoles anteriores permitiram que Nomura usasse elementos mais complexos do que antes em seus designs, tais como a capa de Lightning e elementos de animação facial mais detalhados. Isto, por sua vez, significou que a equipe artística teve muito mais trabalho a fazer com cada personagem ou área do que nos jogos anteriores. Nomura não teve envolvimento na criação dos personagens não controláveis. Em 2008, ele foi o designer de personagem de Dissidia Final Fantasy. O jogo foi originalmente planejado por Nomura como um spin-off para Kingdom Hearts apresentando um elenco de personagens Disney. Ele depois se sentiu desconfortado com a ideia de personagens Disney lutando um contra o outro e preferiu usar personagens da série Final Fantasy ao invés. Nomura foi o responsável pelos designs de personagens, mudando muito o estilo e a aparência das ilustrações de Yoshitaka Amano.

### Anos de 2010
Em 2010, a Square Enix lançou Kingdom Hearts Birth by Sleep, prequela para o primeiro Kingdom Hearts que explica as cenas mostradas em Kingdom Hearts II e sua versão atualizada. No início de 2011, a Square Enix lançou uma sequência para Dissidia intitulada Dissidia 012 Final Fantasy. O jogo realizou várias ideias que Nomura teve desde o início do desenvolvimento, tais como a inclusão de novos personagens e novas mecânicas de jogo. Para Final Fantasy XIII-2, lançado em 2011, Nomura apenas criou as faces dos novos personagens enquanto os demais membros da equipe criaram suas vestes. Quando o remake de Kingdom Hearts coded foi lançado, Nomura e sua equipe já tinham em mente criar Kingdom Hearts 3D: Dream Drop Distance, jogo que definiria os eventos para Kingdom Hearts III. O jogo foi lançado para o Nintendo 3DS graças a reação positiva da equipe à qualidade do console. Nomura confirmou que ele consideraria o que chamou de "teste técnico em HD" para celebrar os 10 anos da série e para chamar a atenção de novos jogadores. Isto ocorreu em 3 de março de 2012 na forma de um evento de estreia onde imagens do jogo, incluindo sua sequência de introdução em CGI, foi demonstrada para celebrar o lançamento do jogo. Em maio de 2012, Nomura revelou estar trabalhando como diretor de um novo jogo Kingdom Hearts que ainda seria anunciado pela Square Enix. Ele trabalhou como diretor de Final Fantasy XV, que começou sua produção com o título Final Fantasy Versus XIII, desde seu anúncio em 2006 até ser substituído por Hajime Tabata em 2014.

## Estilo
Yoshitaka Amano foi considerado por Nomura uma de suas maiores influências na criação de trabalhos artísticos para os jogos em que trabalhou. Seus quatro "sêniores" Yoshinori Kitase, Hironobu Sakaguchi, Hiroyuki Ito e Tetsuya Takahashi também foram grandes influências. O trabalho de Ito como designer de sistema de batalha o inspirou ao idealizar o sistema de jogo para os jogos da série Kingdom Hearts. Ao desenhar personagens, Nomura quer que seus nomes e roupas tenham relação com suas personalidades. Um exemplo ocorre em Final Fantasy X onde o protagonista Tidus recebeu um uniforme colorido para refletir sua personalidade animada e para contrastar com os personagens mais sérios de jogos anteriores da série. Seu nome e o de Yuna, outra personagem que aparece no jogo, também seguem um tema comum, o primeiro significando "Sol" e o segundo, "noite", em okinawano. Vários personagens, como Squall Leonhart e Lulu, receberam múltiplos acessórios, fazendo os jogos muito mais desafiadores para os programadores. Ao dirigir Advent Children, Nomura explicou como o filme era diferente dos filmes ocidentais devido à falta de respostas diretas da história. Ele acrescentou que queria que a audiência interpretasse certas cenas por conta própria e então as discutissem com amigos como uma forma diferente de aproveitar o filme. O mesmo ocorre com a série Kingdom Hearts onde as cenas que mostram personagens desconhecidos são deixadas à imaginação do jogador até que o próximo jogo os revele.

## Obras
| Título                                             | Lançamento | Sistema ou mídia                    | Crédito(s)                                                                                    |
| -------------------------------------------------- | ---------- | ----------------------------------- | --------------------------------------------------------------------------------------------- |
| Final Fantasy IV                                   | 1991       | Super Nintendo Entertainment System | Depurador                                                                                     |
| Final Fantasy V                                    | 1992       | Super Famicom                       | Gráficos de batalha, design dos monstros                                                      |
| Final Fantasy VI                                   | 1994       | Super Nintendo Entertainment System | Diretor de gráficos, design de personagem, história                                           |
| Live A Live                                        | 1994       | Super Famicom                       | Tradução tosa-ben                                                                             |
| Front Mission                                      | 1995       | Super Famicom                       | Designer gráfico                                                                              |
| Chrono Trigger                                     | 1995       | Super Nintendo Entertainment System | Gráficos de ambiente                                                                          |
| DynamiTracer                                       | 1996       | Super Nintendo Entertainment System | Design conceitual                                                                             |
| Super Mario RPG: Legend of the Seven Stars         | 1996       | Super Nintendo Entertainment System | Agradecimentos especiais, design dos monstros chefes                                          |
| Final Fantasy VII                                  | 1997       | PlayStation                         | Design de personagem, diretor de gráficos de batalha, história base                           |
| Ehrgeiz                                            | 1998       | Arcade                              | Supervisor de personagem                                                                      |
| Parasite Eve                                       | 1998       | PlayStation                         | Design de personagens principais                                                              |
| Brave Fencer Musashi                               | 1998       | PlayStation                         | Ilustrações de personagem                                                                     |
| Final Fantasy VIII                                 | 1999       | PlayStation                         | Design de personagem, diretor de gráficos de batalha, design dos monstros, história           |
| Parasite Eve II                                    | 1999       | PlayStation                         | Ilustrações de personagem                                                                     |
| The Bouncer                                        | 2000       | PlayStation 2                       | Design de personagem                                                                          |
| Final Fantasy X                                    | 2001       | PlayStation 2                       | Design de personagem                                                                          |
| Kingdom Hearts                                     | 2002       | PlayStation 2                       | Diretor, design conceitual, design de personagens principais, design histórico, história base |
| Final Fantasy XI                                   | 2002       | PlayStation 2                       | Design de Hume e Elvaan, design de alguns personagens não controláveis                        |
| Final Fantasy X-2                                  | 2003       | PlayStation 2                       | Design de personagens principais                                                              |
| Before Crisis: Final Fantasy VII                   | 2004       | Celular                             | Conceito, design de personagem                                                                |
| Kingdom Hearts: Chain of Memories                  | 2004       | Game Boy Advance                    | Diretor, design conceitual, supervisor de cenário, design de personagens, história base       |
| Musashi: Samurai Legend                            | 2005       | PlayStation 2                       | Design de personagens principais                                                              |
| Final Fantasy VII: Advent Children                 | 2005       | Animação original em vídeo          | Diretor, design de personagem                                                                 |
| Last Order: Final Fantasy VII                      | 2005       | Animação original em vídeo          | Diretor supervisor                                                                            |
| Kingdom Hearts II                                  | 2005       | PlayStation 2                       | Diretor, design conceitual, história base, arte de personagem 2D (artista principal)          |
| Dirge of Cerberus: Final Fantasy VII               | 2006       | PlayStation 2                       | Design de personagem                                                                          |
| Dirge of Cerberus Lost Episode: Final Fantasy VII  | 2006       | Celular                             | Design de personagem                                                                          |
| Final Fantasy V Advance                            | 2006       | Game Boy Advance                    | Design dos monstros                                                                           |
| The World Ends with You                            | 2007       | Nintendo DS                         | Produtor criativo, designer principal de arte de personagem                                   |
| Crisis Core: Final Fantasy VII                     | 2007       | PlayStation Portable                | Produtor criativo, design de personagem                                                       |
| Kingdom Hearts coded                               | 2008       | Celular                             | Diretor, design conceitual, história                                                          |
| Dissidia Final Fantasy                             | 2008       | PlayStation Portable                | Produtor criativo, design de personagem                                                       |
| Kingdom Hearts 358/2 Days                          | 2009       | Nintendo DS                         | Diretor, design conceitual, história, arte 2D (artista principal)                             |
| Final Fantasy XIII                                 | 2009       | PlayStation 3, Xbox 360             | Design de personagens principais                                                              |
| Kingdom Hearts Birth by Sleep                      | 2010       | PlayStation Portable                | Diretor, design conceitual, história, arte 2D (artista principal)                             |
| Kingdom Hearts Re:coded                            | 2010       | Nintendo DS                         | Diretor, design conceitual, história, arte 2D (artista principal)                             |
| Mario Sports Mix                                   | 2010       | Wii                                 | Agradecimentos especiais                                                                      |
| The 3rd Birthday                                   | 2010       | PlayStation Portable                | Produtor criativo, design de personagem, design conceitual                                    |
| Dissidia 012 Final Fantasy                         | 2011       | PlayStation Portable                | Produtor criativo, design de personagem                                                       |
| Final Fantasy Type-0                               | 2011       | PlayStation Portable                | Produtor criativo, design de personagem                                                       |
| Final Fantasy XIII-2                               | 2011       | PlayStation 3, Xbox 360             | Design de personagens principais                                                              |
| Theatrhythm Final Fantasy                          | 2012       | Nintendo 3DS                        | Produtor criativo                                                                             |
| Kingdom Hearts 3D: Dream Drop Distance             | 2012       | Nintendo 3DS                        | Diretor, design conceitual, história, arte 2D (artista principal)                             |
| Final Fantasy All the Bravest                      | 2013       | iOS                                 | Produtor criativo, conceito original                                                          |
| Lightning Returns: Final Fantasy XIII              | 2014       | PlayStation 3, Xbox 360             | Design de personagens principais                                                              |
| Final Fantasy XV                                   | 2016       | PlayStation 4, Xbox One             | conceito do jogo, design de personagem, história base                                         |
| Xenoblade Chronicles 2: Torna – The Golden Country | 2018       | Nintendo Switch                     | Design de personagem                                                                          |
| Kingdom Hearts III                                 | 2019       | PlayStation 4, Xbox One             | Diretor                                                                                       |
| Final Fantasy VII Remake                           | 2020       | PlayStation 4                       | Diretor                                                                                       |